# Betty Smith
Betty Smith (Sileby, 6 juli 1929 – Kirby Muxloe, 21 januari 2011) was een Britse jazzmuzikante (zang, saxofoon, piano) en orkestleidster.

## Biografie
Betty Smith was afkomstig uit een familie van trombonisten. Aanvankelijk speelde ze op 9-jarige leeftijd altsaxofoon in de jeugdband Archie's Juveniles. In haar jeugdjaren koos ze voor de jazz. Op 15-jarige leeftijd verliet ze de school om te gaan werken als professionele muzikante. In 1947 toerde ze met pianist Billy Penrose door het Midden-Oosten, waarna ze lid werd in de Girls' Band van Ivy Benson. Er volgden optredens in Neurenberg. Tijdens de blokkade van Berlijn in 1948 kwam ze met Rudy Staritas All Girls Band in de stad om op te treden voor de Britse troepen. In 1950 ging ze naar de Dixieland Band van Freddy Randall, waarmee ze in 1956 ook toerde in de Verenigde Staten.
Nadat Randall in 1957 zijn band had ontbonden, formeerde Smith haar eigen kwintet, waartoe haar echtgenoot, de voorheen bij Randall spelende bassist Jack Peberdy en de pianist Brian Lemon behoorden. In een gezamenlijk programma met Bill Haley & His Comets toerde ze door de Verenigde Staten en had daar met Bewitched een succes in de hitlijsten. Smith speelde enkele singles en ep's  in voor Tempo Records en London Records. In 1959 verscheen de lp My Foolish Heart. Tijdens de jaren 1960 concerteerde ze met haar kwintet in Guernsey en op de oceaanstomer RMS Franconia, waar ze ook als zangeres optrad. Ze zong ook in het Ted Heath Orchestra en had een kortstondig radioprogramma bij Radio Luxembourg. In haar latere jaren werkte ze met Kenny Baker en de verdere voormalige Ted Heath-muzikanten Don Lusher en Jack Parnell, met wie ze begin jaren 1970 het All-Star-sextet Best of British Jazz formeerde. Met deze formatie nam ze twee albums op. Daarnaast speelde ze ook in de Hotshots van Eggy Ley. In 1985 moest ze wegens ziekte haar carrière onderbreken. In haar laatste jaren trad ze soms nog op als zangeres en pianiste.

## Overlijden
Betty Smith overleed in januari 2011 op 81-jarige leeftijd.

## Discografie
- 1957: Betty Smith's Skiffle: Double Shuffle (Single, Tempo, 1957) met Brian Lemon, Terry Walsh, Jack Peberdy, Stan Bourke
- 1957: Betty Smith Quintet: Lulu's Back in Town, Sweet Georgia Brown, There'll Be Some Changes Made, Little White Lies. (ep, Tempo Records)
- 1958: Bewitched/Hand Jive (single, London)
- 1959: My Foolish Heart (lp, London)